# Heinrich Müller (Maler, II)

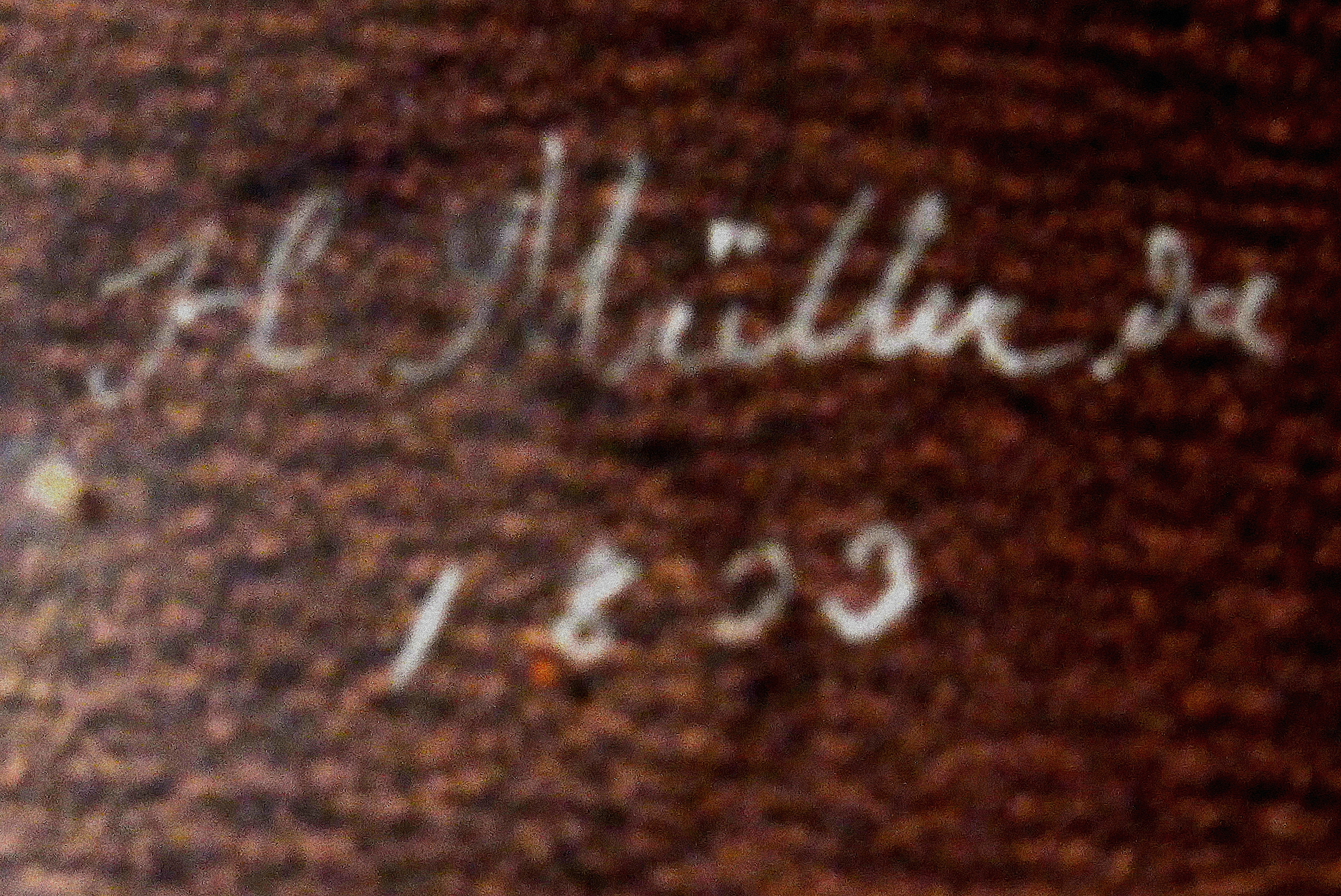
Signatur: H. Müller, del (für delineavit, „hat es gezeichnet“), 1803

Heinrich Müller (* in der zweiten Hälfte des 18. Jahrhunderts in Eisenach) war ein deutscher Zeichner und Maler im Großherzogtum Sachsen-Weimar-Eisenach.

## Leben und Wirken
Müller studierte in Italien und stellte in Rom und Perugia eine große Anzahl von Studien nach Fresken von Raffael her. Auch fertigte er dort viele „sehr lebendig aufgefasste“ Trachtenzeichnungen an.
Müller machte sich in der ersten Hälfte des 19. Jahrhunderts im Großherzogtum einen Namen durch zahlreiche farbige Porträtzeichnungen und Bildnisse in Kreide und Öl. Insbesondere porträtierte er Personen der gehobenen Gesellschaft sowie des Adels. Zeitgenossen bezeichneten ihn als „Meister der Kreidezeichnung und der Ölmalerei“ sowie als „Künstler von Ruf“.
1835 und 1836 wurden Bilder von ihm auf den Ausstellungen des Großherzoglichen Kunstinstituts in Weimar gezeigt.

## Werke (Auswahl)

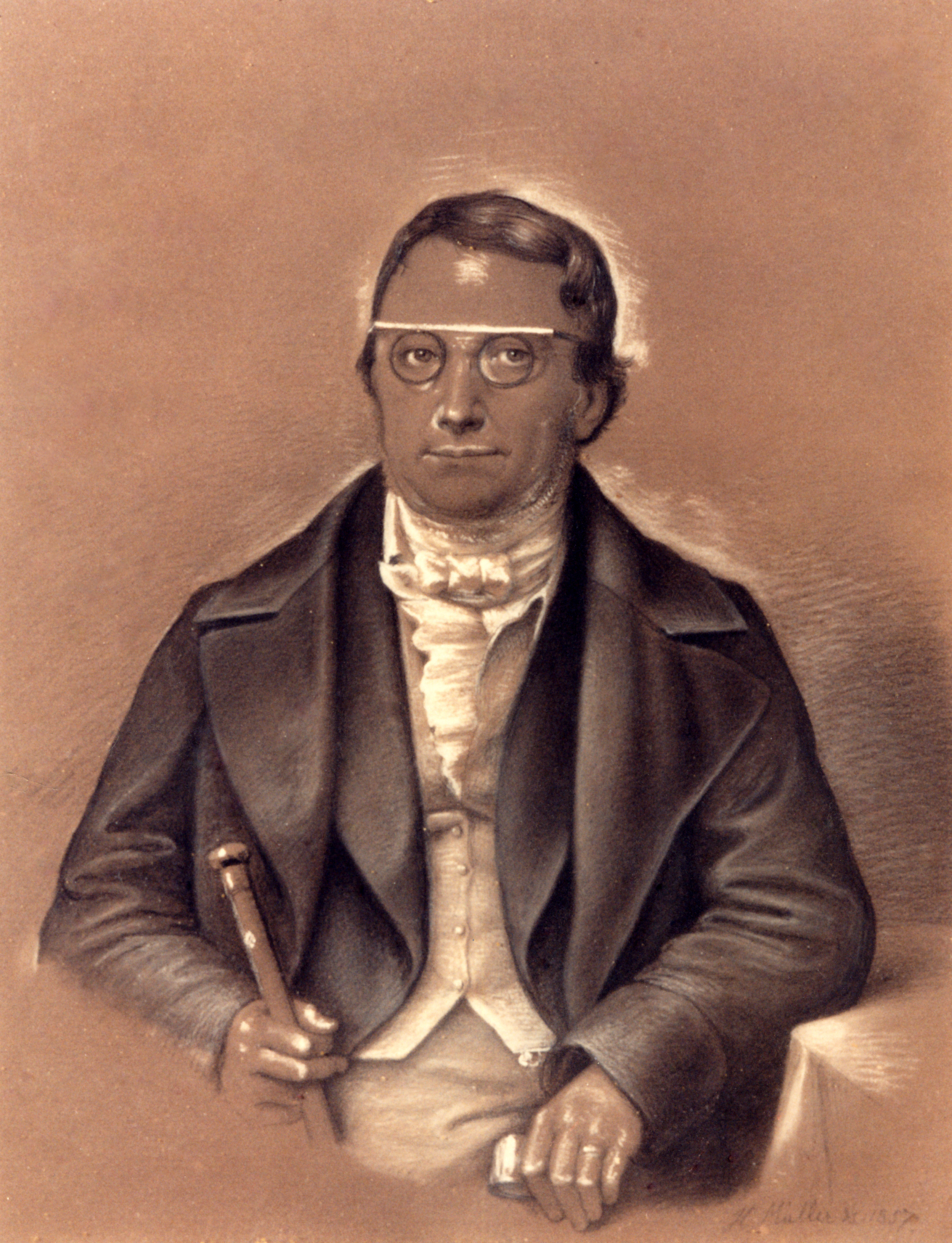
Porträt des Großherzoglichen Kanzlers Gustav Wittich, Kreide 1837
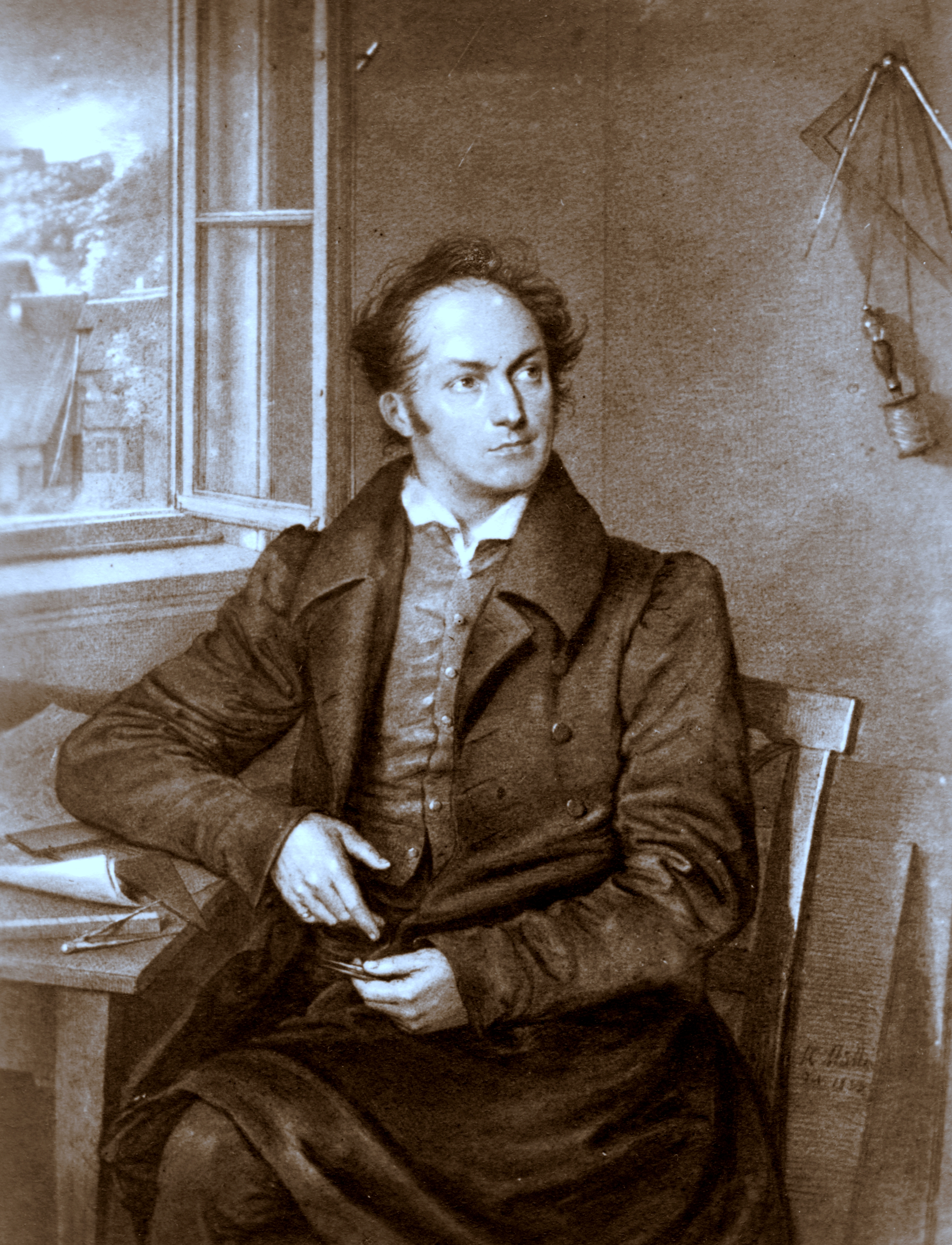
Porträt des Großherzoglichen Baurats Johann Wilhelm Sältzer, Pastell 1835
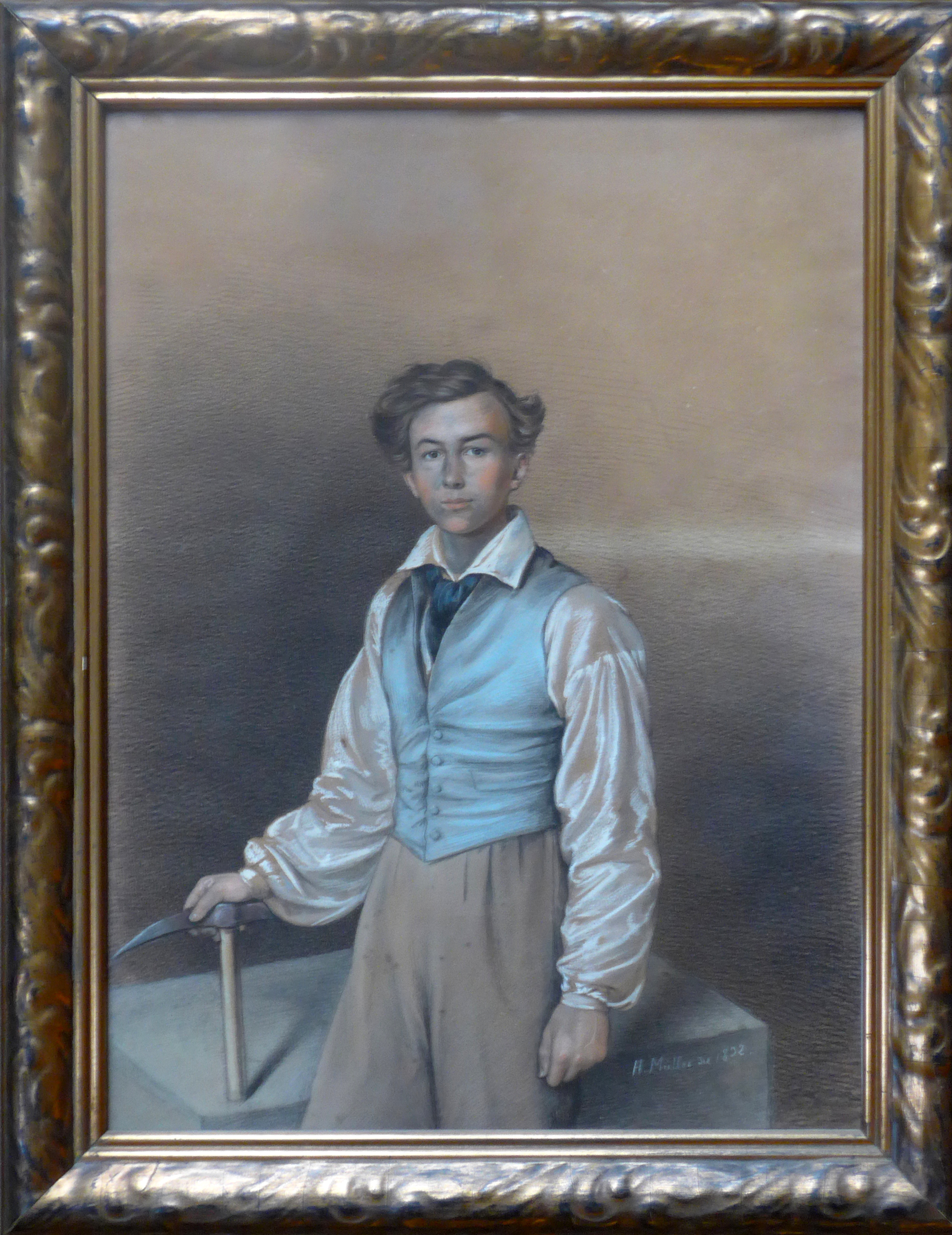
Der nachmalige New Yorker Architekt Alexander Sältzer als Zimmerer-Geselle in Eisenach, Pastell 1832
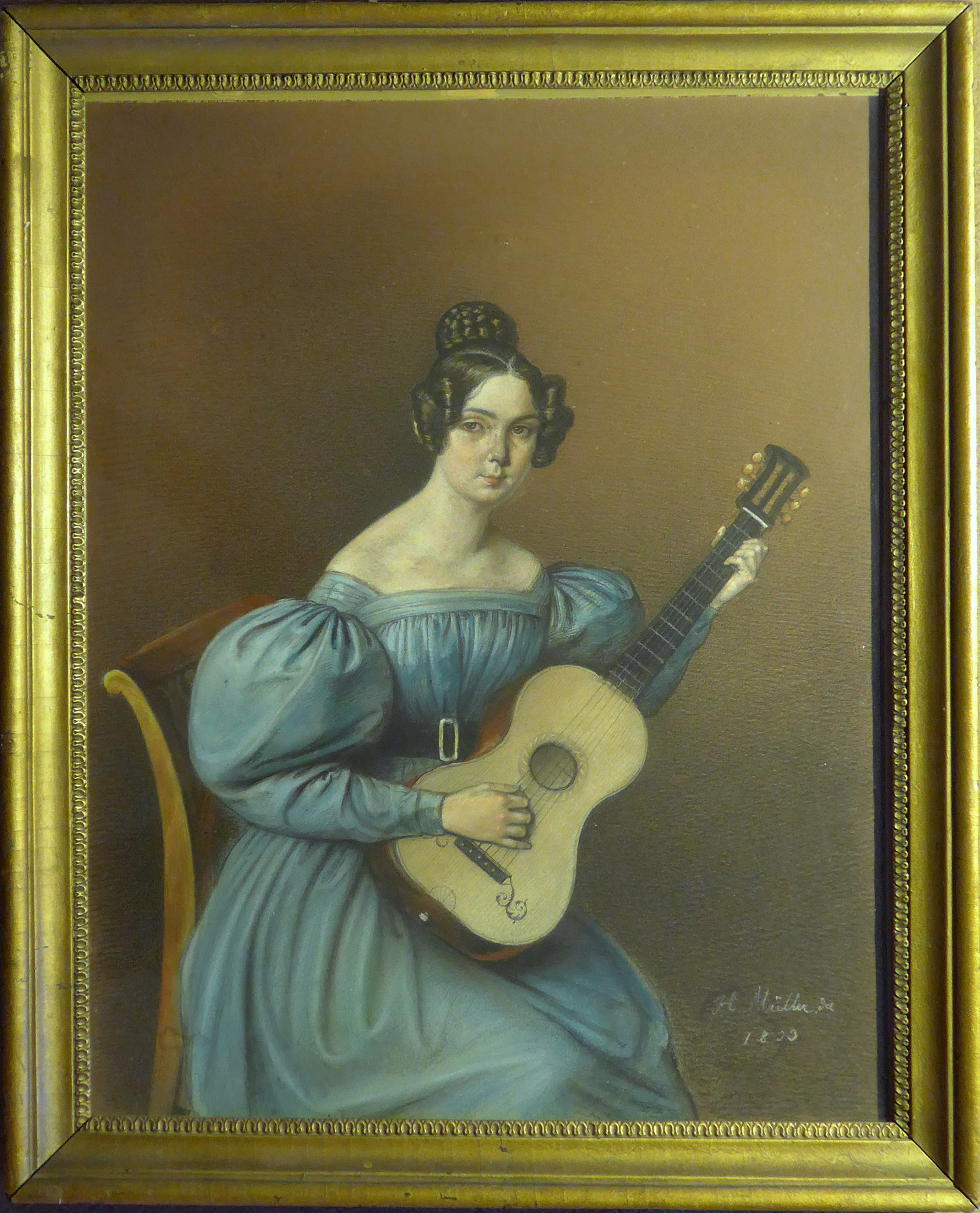
Bildnis der Clara Sältzer, nachmalige Gascard, Schwester des Architekten und Sachsen-Weimar-Eisenachischen Baurats Johann Wilhelm Sältzer, Kreide 1803